# Château d'Arville (fromage)
Le château d'Arville était un fromage bleu fabriqué en Flandre-Occidentale par la fromagerie de Passendaele, enrichi, et doux.